# Ръждивопетниста генета
Ръждивопетнистата генета още пантерова генета (Genetta maculata) е вид бозайник от семейство Виверови (Viverridae).

## Разпространение
Видът е разпространен в Ангола, Бенин, Ботсвана, Буркина Фасо, Бурунди, Габон, Гана, Демократична република Конго, Екваториална Гвинея, Еритрея, Етиопия, Замбия, Зимбабве, Камерун, Кения, Малави, Мозамбик, Намибия, Нигер, Нигерия, Руанда, Свазиленд, Танзания, Того, Уганда, Централноафриканска република, Чад, Южен Судан и Южна Африка.